# Minuskuł 54
Minuskuł 54 (wedle numeracji Gregory–Aland) ε 445 (Soden) – rękopis Nowego Testamentu, z XIV wieku pisany minuskułą na pergaminie w języku greckim. Przechowywany jest w Bibliotece Bodlejańskiej w Oksfordzie. Był wykorzystywany w dawnych wydaniach greckiego Nowego Testamentu.

## Opis rękopisu
Kodeks zawiera pełny tekst czterech Ewangelii, na 230 pergaminowych kartach (16,3 na 12 cm) .
Tekst rękopisu pisany jest jedną kolumną na stronę, w 23–27 linijek na stronę, elegancką minuskułą. Inicjały pisane są czerwonym kolorem.
Tekst jest dzielony według rozdziałów (κεφαλαια), których numery podane zostały w bocznym marginesie, a tytuły (τιτλοι) podane zostały na górze strony. Zastosowano także podział według krótkich Sekcji Ammoniusza, ale bez odniesień do Kanonów Euzebiusza.
Zawiera życiorysy świętych (Synaksarion i Menologium), tablice do Kanonów Euzebiusza, ilustracje oraz noty marginalne. Rękopis został przystosowany do czytań liturgicznych.

## Tekst
Grecki tekst Nowego Testamentu reprezentuje bizantyjską tradycję tekstualną. Hermann von Soden zaklasyfikował go do rodziny tekstualnej Kx (standardowy tekst bizantyjski). Aland umieścił go w kategorii V. Według  Gregory'ego jest matką lub babcią dla  minuskułu 47,  56 i 58. 
Rękopis został zbadany metodą wielokrotnych wariantów w Łk 1, Łk 10 i Łk 20, w których reprezentuje standardowy tekst bizantyjski (Kx), jest w bliskiej tekstualnej relacji do grupy Π.

## Historia
Według kolofonu rękopis został napisany w 1337 lub 1338 roku . Skryba miał na imię Theodosius.
W 1636 roku William Laud podarował rękopis Bodlejańskiej Bibliotece. Korzystał z niego John Mill (oznakował go jako Selden 2) oraz Richard Bentley. Johann Jakob Wettstein wciągnął go na listę rękopisów Nowego Testamentu, nadał mu numer 54 i sporządził jego opis. Griesbach sprawdził niektóre jego warianty. Nie jest wykorzystywany we współczesnych wydaniach greckiego Nowego Testamentu.
Rękopis przechowywany jest w Bibliotece Bodlejańskiej (Selden Supra 29) w Oksfordzie .